# Nedlloyd Van Diemen (schip, 1984)
De Nedlloyd Van Diemen was een containerschip van Nedlloyd dat in 1984 gebouwd werd door Van der Giessen-de Noord. Het schip werd opgeleverd met een Sulzer 5RLB90 dieselmotor met 14.890 pk die het schip een vaart gaven van zo'n 17 knopen, terwijl het 1444 TEU kon vervoeren. Het was de derde in een serie van drie, met daarvoor de Nedlloyd Van Neck en de Nedlloyd Van Noort. In tegenstelling tot de meeste andere containerschepen beschikten deze over eigen kranen om in kleinere havens zelf te kunnen laden en lossen.
In 1998 werd het schip omgedoopt naar P&O Nedlloyd Vera Cruz en in 2006 naar Santa Cruz. In 2004 was het verkocht aan Waterman Steamship Corporation en kwam het in beheer van LMS Shipmanagement. In 2009 arriveerde het schip in Alang waar het werd gesloopt.